# Номентанские ворота
Номентанские ворота (лат. Porta Nomentana) — одни из ворот в стенах Аврелиана в Риме, Италия.
У этих ворот начиналась Номентанская дорога. Остатки этих городских ворот, расположенных на улице Виале-дель-Поликлинико в 75 метрах юго-восточнее современных порта Пиа, замурованы и на сегодняшний день видны лишь кирпичная кладка и правая полукруглая башня; левая башня была снесена в 1827 году.
В документе 1467 года указаны способы продажи городских ворот с аукциона сроком на один год.